# Фенікс (Підмонастир)
Футбольний клуб «Фенікс» (Підмонастир) — український аматорський футбольний клуб з села Підмонастир Львівської області.

## Виступи в чемпіонатах України серед аматорів
| Сезон   | Ліга    | М                | І  | В | Н | П  | ГЗ | ГП | О  | Кубок України | Примітка |
| ------- | ------- | ---------------- | -- | - | - | -- | -- | -- | -- | ------------- | -------- |
| 2021/22 | Аматори | 5 (група 1)      | 9  | 4 | 1 | 4  | 15 | 12 | 13 | 1/64 фіналу   |          |
| 2023/24 | Аматори | 9 з 11 (група 1) | 20 | 5 | 1 | 14 | 23 | 46 | 16 | —             |          |
| 2024/25 | Аматори | 8 з 10 (група 1) | 18 | 4 | 3 | 11 | 20 | 63 | 15 | —             |          |

## Досягнення
- Срібний призер чемпіонату Львівської області: 2022
- Бронзовий призер чемпіонату Львівської області: 2021
- Володар Кубка Львівської області: 2021
- Переможець меморілу Юста: 2020
- Володар кубку Весни: 2019

## Відомі гравці
- Ярослав Годзюр
- Максим Фещук